# فيوتشر
نايفديوس ديمون ويبورن (nayvadius demun wiburn)  ويعرف بإسمه الفني فيوتشر (بالإنجليزية: future) هو مغني راب وكاتب أغاني ومنتج وملحن أمريكي ولد في 20 نوفمبر سنة 1983. في منطقة أتلانتا، جورجيا (بالإنجليزية: Atlanta ,Georgia) , بدأ مشواره الفني بانضمامه إلي المجموعة الغنائية «عائلة دانجين» (بالإنجليزية: dungean family) ولقب في تلك الفترة باسم «فيوتشر» الذي تبناه فيما بعد ليصبح إسمه الرسمي. بعد فترة من إطلاق الأغاني بين سنوات 2011_2012 وقع عقداً مع شركة التسجيلات «ٱيبيك» (بالإنجليزية: epic records) و (بالإنجليزية: A1 recordings) ، في أبريل 2012 أطلق أول ألبوم له تحت اسم (بالإنجليزية: pluto) ولقي في المجمل ردود فعل إيجابية من النقاد، أطلق بعد مايقارب العامين ألبومه الثاني في أبريل 2014 بعنوان «صادق» (بالإنجليزية: honest) ويعتبر أول ألبوم له يدخل إلي الترتيب الرسمي للألبومات بيلبورد.

## حياته الشخصية
لدي فيوتشر أربعة أبناء من أربعة زوجات مختلفة وهن علي التوالي جيسيكا سميث (بالإنجليزية: Jessica Smith) وبريتن ميلي (بالإنجليزية: britni mealy) وإنديا جي (بالإنجليزية: India j) والمغنية سيارا (بالإنجليزية: ciara)، إرتبط بالأخيرة في سنة 2013 إلا أنها سرعان ما فضت الارتباط في العام الموالي بسبب «عدم وفاءه» علي حد قولها.و أنجبت إبنهما خلال تلك الفترة، قامت سيارا بمقاضاة فيوتشر فيما بعد بسبب إهماله لولده وبسبب معاناة الأخير من مشاكل عاطفية تسبب بها بعدانه عن والده.

## روابط خارجية
- فيوتشر على موقع IMDb (الإنجليزية)
- فيوتشر على موقع ميوزك برينز (الإنجليزية)
- فيوتشر على موقع رولينغ ستون (الإنجليزية)
- فيوتشر على موقع أول ميوزيك (الإنجليزية)
- فيوتشر على موقع أول ميوزيك (الإنجليزية)
- فيوتشر على موقع ديسكوغز (الإنجليزية)
- فيوتشر على موقع ديسكوغز (الإنجليزية)
- فيوتشر على موقع ديسكوغز (الإنجليزية)
- فيوتشر على موقع قاعدة بيانات الفيلم (الإنجليزية)